# Белослав
Белосла̀в е град в Североизточна България. Той се намира в област Варна и е в близост до градовете Варна, Девня и Провадия. Градът е административен център на община Белослав. По данни на ГРАО към 15 септември 2023 г. в града живеят 7513 души по настоящ адрес и 7773 души по постоянен адрес.

## География
Град Белослав се намира на 19 km западно от Варна. Разположен е на двата бряга на дълбокоплавателния канал Варна – Девня. Белослав е разположен долинно между няколко хълма. На юг се намира Авренското плато, на запад е хълмът над старите гробища, на изток е хълмът (чуката) „Кръста“. Височината „Добрева чука“ е западната преграда на квартал „Акациите“, който е разположен на северния бряг на дълбокоплавателния канал. Градът е застроен при надморска височина 3 – 70 m и заема площ от 1984 дка. Почти толкова – 1914 дка заема промишлената зона – предимно бившите стъкларски завод и сгради на „Транстрой“.
Цялата територия на община Белослав се намира на двата бряга на Белославското и Варненското езеро, като граничи със землищата на общините Варна, Аврен, Девня. Географският релеф е хълмисто-равнинен. Надморската височина на общинската територия е 0 – 300 m. В града има редовен ферибот за превозване на пътниците от единия край на града до другия, поради липсата на мост. Гара Белослав е част от жп линията София – Варна, минаваща през северната част на града.
Съставните селища към община Белослав са: село Езерово, село Страшимирово и село Разделна.

## История
При почистване на дъното на Белославското езеро са открити чирепи от глинени съдове, кости от животни, лигнитизирани дървени колове, по които находки се съди, че на това място е съществувало езерно наколно селище, каквито в
македонските езера съществуват до V в. пр. Хр.
Според исторически данни, селището е съществувало още през Втората българска държава под името Крушево. През 16 век е преименувано от османската власт на Гебедже Богазъ, а към 18 век от името е останало само Гебедже. По време на Руско-турската война през 1877 г. руски военнослужещи от 71-ви Белевски пехотен полк от състава на 14-и армейски корпус под командеането на Аполон Цимерман, освобождават селото и издигат възпоменателен кръст на една височина, при което сменят името на селото от Гебедже на Белево. Селото е официално преименувано на Белево с вишочайши доклад №3662 от 7 април 1882 г. и на Белослав с министерска заповед 1314/27.06.1940 г. Белослав е обявен за град през 1981 година с Указ 2190 от 20 октомври 1981 г. Празникът на града се чества на 26 октомври – Димитровден.
Димитра Войнова основава през 1945 г. първото женско дружество в Белослав. Дружеството развива огромна за времето си дейност. Пример е изграждането на родилен дом, който по-късно става болница за обучение на акушерки.
През 1921 г. с драгажен флот се прочиства каналът между Варненското и Гебедженското езера. До идването на власт на комунистическия режим Белославското (Гебедженско) езеро е било изключително сладководно заради изворите, които са на територията му.
През 1931 г. Атанас Иширков пише за идеята за плавателен канал с Черно море в сгодния терен, позволяващ постройка на фабрики около днешното Белославско взеро, тъй като сурови материали за фабрична обработка се намират достатъчно в пазарната област на Варна. През комунизма с цел да развие плановата икономика чрез изграждане на промишлени гиганти („Соди Девня“ и други предприятия в промишлената зона на град Девня), се взима решение за разрушаване на природните образувания и изграждане на дълбоководен плавателен канал. Без оглед за щетите, които ще нанесат, властите свързват сладководното Белославско езеро с Варненското езеро, а от там и с Черно море, вследствие на което всички сладководни организми измират (екологична и биокатастрофа). Влизащите понякога делфини умират, тъй като водите не са достатъчно солени, оцеляват единствено медузи.
Правен е ремонт на православния храм, построен през 1936 г. (преди това е имало стара черква на почти същото място). В града има читалище и 4 училища – в северната част – ПГ „Св. Димитър Солунски“ и ОУ „Св. Патриарх Евтимий“, а от южната страна – НУ „Отец Пайсии“ и СУ „Св. св. Кирил и Методий“, които са претърпели основен ремонт.
През 1981 г. село Белослав е признато за град.

## Население
Численост на населението според преброяванията през годините:
| \| Година на преброяване \| Численост \| \| --------------------- \| --------- \| \| 1934 \| 2832 \| \| 1946 \| 3232 \| \| 1956 \| 5653 \| \| 1965 \| 7926 \| \| 1975 \| 8059 \| \| 1985 \| 8348 \| \| 1992 \| 7970 \| \| 2001 \| 8058 \| \| 2011 \| 7813 \| \| 2021 \| 6985 \| |           |
| Година на преброяване | Численост |
| 1934 | 2832      |
| 1946 | 3232      |
| 1956 | 5653      |
| 1965 | 7926      |
| 1975 | 8059      |
| 1985 | 8348      |
| 1992 | 7970      |
| 2001 | 8058      |
| 2011 | 7813      |
| 2021 | 6985      |

### Етнически състав

#### Преброяване на населението през 2011 г.
Численост и дял на етническите групи според преброяването на населението през 2011 г.:
|                     | Численост | Дял (в %) |
| Общо                | 7813      | 100       |
| Българи             | 6534      | 83,62     |
| Турци               | 111       | 1,42      |
| Цигани              | 55        | 0,70      |
| Други               | 249       | 3,18      |
| Не се самоопределят | 138       | 1,76      |
| Неотговорили        | 726       | 9,29      |

## Икономика
По брутен вътрешен продукт на човек през 2001 г. община Белослав се нарежда на 16 място от общо 262 общини в България. Общинската икономика е с промишлено-аграрна структура, като местната индустрия е доминирана от тежката промишленост, която има структуроопределящо значение за икономиката на община Белослав. Енергетиката е представена от ТЕЦ „Варна“, а развитието на добивната промишленост е свързано предимно с възможностите за добив на строителни материали в района на град Белослав и с. Разделна. Освен това за общината са характерни производството на зърнени и технически култури и лозарството. Край село Езерово има големи лозови масиви.
Близостта до голям административен и стопански център – град Варна, и особено отличната транспортна достъпност определят възможностите за индустриализацията на общинската икономика, чрез подкрепа за развитие на технологичен бизнес.
Икономическите дейности в община Белослав са насочени в различни сфери. Като по-крупни икономически дейности и съответно важни стопански субекти могат да се определят:
- Производство на електроенергия – „ТЕЦ Варна“ АД
- Кораборемонт и корабостроене  – „МТГ Делфин“ АД
- Воден транспорт – Ферибот (пътнически и за МПС)
- „Фериботен комплекс“ АД, „Белфери“ ЕООД
- Строителство – „Транстрой-Варна“ АД
- Производство на стъкларски изделия – „Инхом“ ООД
- Търговия с метални отпадъци – „Трансинс индъстри“ АД
- Производство на оборудване за енергетиката – „Енергоремонт Варна“ АД, Военноморска ремонтна база – община Белослав.

## Личности
- Митко Стоянов – вицерепубликански шампион в MMA (смесени бойни изкуства) за юни 2010 г. – кат. 60 kg. През октомври 2010 г. става шампион на България кат. 65 kg, а през август 2011 г. печели титлата Балкански шампион в кат. 70 kg.
- Николай Николов – бивш републикански шампион по овчарски скок
- Иво Аръков - български актьор

## Забележителности

### Музеи
- Музейната експозиция „Сенки от миналото“, която се намира в Народно читалище „Съзнание“.
- В бившия цех 4 на завода за производство на стъкло на фирма „Инхом“, специализирана в производството на ръчно духана стъклария, е направен Музей на стъклото. Посетителите се посрещат от технолог-консултант, който им показва съдовете от варовик, калцинирана сода и пясък – компонентите, които при топенето в пещ при температура от 1500 – 1800 °C се превръщат в стъклени изделия, които биват темперирани и дообработени. В цеха с пещите се прави и демонстрация на посетителите– изработват се три ръчно формовани стъклени изделия от работник.
- Подводницата " Слава " превърната в музей до брега на Белослав.

### Театри
Читалището в Белослав е и сцена за театър. Там почти всяка година се прави художествена самодейност.

### Фериботи
Общината разполага с едноименен ферибот, пресичащ канала между Варненското и Белославското езера. Минава през 10-ина минути и побира поне 20 коли.

## Други
На Белослав са наречени улица „Гебедже“ в квартал „Лагера“ (Карта) и улица „Белослав“ в квартал „Факултета“ (Карта) в София.